# Scelolyperus bimarginatus
Scelolyperus bimarginatus är en skalbaggsart som först beskrevs av Blake 1928.  Scelolyperus bimarginatus ingår i släktet Scelolyperus och familjen bladbaggar. Inga underarter finns listade i Catalogue of Life.